# Риболовна тежест
Риболовна тежест – различни по големина метални утежнения с маса от 1 грам до около 100 грама, с обтекаема форма, най-често от олово (Pb), чийто предназначение е:
1. – да придържат стръвта на определена дълбочина.
2. – да осигурят далечината на замятане на стръвта.